# Međurečje (Kraljevo)
Međurečje (Servisch cyrillisch Међуречје) is een plaats in de Servische gemeente Kraljevo. De plaats telt 98 inwoners (2002).